# Indian Wells Open 2022
L'Indian Wells Open 2022 è stato un torneo di tennis giocato su campi in cemento. È stata la 48ª edizione dell'Indian Wells Open maschile e faceva parte della categoria ATP Tour Masters 1000 nell'ambito dell'ATP Tour 2022, e la 33ª edizione femminile facente parte della categoria WTA 1000 nell'ambito del WTA Tour 2022. Sia il torneo maschile sia quello femminile si sono giocati dal 7 al 20 marzo 2022 all'Indian Wells Tennis Garden di Indian Wells, negli Stati Uniti.

## Partecipanti ATP singolare

### Teste di serie
| Nazionalità | Giocatore             | Ranking* | Testa di serie |
| ----------- | --------------------- | -------- | -------------- |
|             | Daniil Medvedev       | 1        | 1              |
| Serbia      | Novak Đoković         | 2        | 2              |
| Germania    | Alexander Zverev      | 3        | 3              |
| Spagna      | Rafael Nadal          | 4        | 4              |
| Grecia      | Stefanos Tsitsipas    | 5        | 5              |
| Italia      | Matteo Berrettini     | 6        | 6              |
|             | Andrej Rublëv         | 7        | 7              |
| Norvegia    | Casper Ruud           | 8        | 8              |
| Canada      | Félix Auger-Aliassime | 9        | 9              |
| Italia      | Jannik Sinner         | 10       | 10             |
| Polonia     | Hubert Hurkacz        | 11       | 11             |
| Regno Unito | Cameron Norrie        | 12       | 12             |
| Canada      | Denis Shapovalov      | 13       | 13             |
| Argentina   | Diego Schwartzman     | 14       | 14             |
| Spagna      | Roberto Bautista Agut | 15       | 15             |
| Spagna      | Pablo Carreño Busta   | 16       | 16             |
| Stati Uniti | Reilly Opelka         | 17       | 17             |
| Georgia     | Nikoloz Basilašvili   | 18       | 18             |
| Spagna      | Carlos Alcaraz        | 19       | 19             |
| Stati Uniti | Taylor Fritz          | 20       | 20             |
| Italia      | Lorenzo Sonego        | 21       | 21             |
|             | Aslan Karacev         | 22       | 22             |
| Stati Uniti | John Isner            | 23       | 23             |
| Croazia     | Marin Čilić           | 24       | 24             |
|             | Karen Chačanov        | 26       | 25             |
| Francia     | Gaël Monfils          | 28       | 26             |
| Regno Unito | Daniel Evans          | 29       | 27             |
| Stati Uniti | Frances Tiafoe        | 30       | 28             |
| Australia   | Alex de Minaur        | 31       | 29             |
| Sudafrica   | Lloyd Harris          | 32       | 30             |
| Kazakistan  | Aleksandr Bublik      | 33       | 31             |
| Argentina   | Federico Delbonis     | 34       | 32             |
| Bulgaria    | Grigor Dimitrov       | 36       | 33             |

*ranking al 28 febbraio 2022

### Altri partecipanti
I seguenti giocatori hanno ricevuto una wild card per il tabellone principale:
- Nick Kyrgios
- Andy Murray
- Sam Querrey
- Jack Sock
- Steve Johnson

I seguenti giocatori sono entrati in tabellone con il ranking protetto:
- Aljaž Bedene
- Borna Ćorić
- Pablo Cuevas

I seguenti giocatori sono entrati nel tabellone principale passando dalle qualificazioni:

- Tennys Sandgren
- Christopher Eubanks
- Holger Rune
- Liam Broady
- Tomáš Macháč
- Michail Kukuškin
- Thanasi Kokkinakis
- Jaume Munar
- Shang Juncheng
- Philipp Kohlschreiber
- Jeffrey John Wolf
- Tarō Daniel

I seguenti giocatori sono stati ripescati come lucky loser:
- João Sousa
- John Millman

### Ritiri
Prima del torneo
- James Duckworth → sostituito da  Juan Manuel Cerúndolo
- Roger Federer → sostituito da  Facundo Bagnis
- Cristian Garín → sostituito da  Kamil Majchrzak
- Gianluca Mager → sostituito da  Oscar Otte
- Alex Molčan → sostituito da  Jordan Thompson
- Kei Nishikori → sostituito da  Richard Gasquet
- Albert Ramos Viñolas → sostituito da  Daniel Altmaier
- Dominic Thiem → sostituito da  Henri Laaksonen
- Jo-Wilfried Tsonga → sostituito da  Roberto Carballés Baena
- Mikael Ymer → sostituito da  Brandon Nakashima

## Partecipanti ATP doppio

### Teste di serie
| Nazionalità | Giocatore            | Nazionalità   | Giocatore        | Ranking* | Teste di serie |
| ----------- | -------------------- | ------------- | ---------------- | -------- | -------------- |
| Croazia     | Nikola Mektić        | Croazia       | Mate Pavić       | 3        | 1              |
| Stati Uniti | Rajeev Ram           | Regno Unito   | Joe Salisbury    | 7        | 2              |
| Spagna      | Marcel Granollers    | Argentina     | Horacio Zeballos | 11       | 3              |
| Colombia    | Juan Sebastián Cabal | Colombia      | Robert Farah     | 18       | 4              |
| Australia   | John Peers           | Slovacchia    | Filip Polášek    | 24       | 5              |
| Germania    | Tim Pütz             | Nuova Zelanda | Michael Venus    | 26       | 6              |
| Paesi Bassi | Wesley Koolhof       | Regno Unito   | Neal Skupski     | 33       | 7              |
| Regno Unito | Jamie Murray         | Brasile       | Bruno Soares     | 38       | 8              |

* Ranking al 7 marzo 2022.

### Altri partecipanti
Le seguenti coppie di giocatori hanno ricevuto una wild card per il tabellone principale:
- John Isner /  Jack Sock
- Thanasi Kokkinakis /  Nick Kyrgios
- Feliciano López /  Stefanos Tsitsipas

La seguente coppia di giocatori è entrata in tabellone usando il ranking protetto:
- Santiago González /  Édouard Roger-Vasselin

### Ritiri
Prima del torneo
- Simone Bolelli /  Máximo González → sostituiti da  Simone Bolelli /  Fabio Fognini
- Daniel Evans /  Cristian Garín → sostituiti da  Daniel Evans /  Karen Chačanov
- Sander Gillé /  Joran Vliegen → sostituiti da  Sander Gillé /  Matwé Middelkoop

## Partecipanti singolare WTA

### Teste di serie
| Nazionalità | Giocatrice           | Ranking* | Testa di serie |
| ----------- | -------------------- | -------- | -------------- |
| Rep. Ceca   | Barbora Krejčíková   | 2        | 1              |
|             | Aryna Sabalenka      | 3        | 2              |
| Polonia     | Iga Świątek          | 4        | 3              |
| Estonia     | Anett Kontaveit      | 5        | 4              |
| Spagna      | Paula Badosa         | 6        | 5              |
| Grecia      | Maria Sakkarī        | 7        | 6              |
| Rep. Ceca   | Karolína Plíšková    | 8        | 7              |
| Spagna      | Garbiñe Muguruza     | 9        | 8              |
| Tunisia     | Ons Jabeur           | 10       | 9              |
| Lettonia    | Jeļena Ostapenko     | 12       | 10             |
| Regno Unito | Emma Raducanu        | 13       | 11             |
| Ucraina     | Elina Svitolina      | 15       | 12             |
|             | Viktoryja Azaranka   | 16       | 13             |
| Stati Uniti | Jessica Pegula       | 17       | 14             |
| Germania    | Angelique Kerber     | 18       | 15             |
| Stati Uniti | Cori Gauff           | 19       | 16             |
| Kazakistan  | Elena Rybakina       | 20       | 17             |
| Canada      | Leylah Fernandez     | 21       | 18             |
| Slovenia    | Tamara Zidanšek      | 22       | 19             |
| Belgio      | Elise Mertens        | 23       | 20             |
|             | Veronika Kudermetova | 24       | 21             |
| Svizzera    | Belinda Bencic       | 25       | 22             |
|             | Dar'ja Kasatkina     | 26       | 23             |
| Romania     | Simona Halep         | 27       | 24             |
| Stati Uniti | Madison Keys         | 28       | 25             |
| Romania     | Sorana Cîrstea       | 30       | 26             |
| Rep. Ceca   | Petra Kvitová        | 31       | 27             |
|             | Ljudmila Samsonova   | 32       | 28             |
| Danimarca   | Clara Tauson         | 33       | 29             |
| Rep. Ceca   | Markéta Vondroušová  | 34       | 30             |
| Svizzera    | Viktorija Golubic    | 35       | 31             |
| Spagna      | Sara Sorribes Tormo  | 36       | 32             |
| Francia     | Alizé Cornet         | 37       | 33             |

*ranking al 28 febbraio 2022.

### Altre partecipanti
I seguenti giocatori hanno ricevuto una wild card per il tabellone principale:
- Hailey Baptiste
- Elvina Kalieva
- Sofia Kenin
- Claire Liu
- Robin Montgomery
- Emma Navarro
- Katie Volynets
- Dajana Jastrems'ka

I seguenti giocatori sono entrati nel tabellone principale passando dalle qualificazioni:

- Katie Boulter
- Marie Bouzková
- Harriet Dart
- Dalma Gálfi
- Kaja Juvan
- Ashlyn Krueger
- Caty McNally
- Dar'ja Saville
- Harmony Tan
- Viktorija Tomova
- Wang Qiang
- Heather Watson

Le seguenti giocatrici sono state ripescate come lucky loser:
- Magdalena Fręch
- Anna Kalinskaja
- Astra Sharma

### Ritiri
Prima del torneo
- Ashleigh Barty → sostituita da  Océane Dodin
- Danielle Collins → sostituita da  Anna Bondár
- Jaqueline Cristian → sostituita da  Kristína Kučová
- Camila Giorgi → sostituita da  Naomi Ōsaka
- Barbora Krejčíková → sostituita da  Magdalena Fręch
- Karolína Muchová → sostituita da  Vera Zvonarëva
- Anastasija Pavljučenkova → sostituita da  Zheng Qinwen
- Rebecca Peterson → sostituita da  Anna Kalinskaja

## Partecipanti doppio WTA

### Teste di serie
| Nazione     | Giocatrice             | Nazione     | Giocatrice         | Ranking* | Testa di serie |
| ----------- | ---------------------- | ----------- | ------------------ | -------- | -------------- |
| Rep. Ceca   | Barbora Krejčiková     | Rep. Ceca   | Kateřina Siniaková | 3        | 1              |
|             | Veronika Kudermetova   | Belgio      | Elise Mertens      | 9        | 2              |
| Australia   | Samantha Stosur        | Cina        | Zhang Shuai        | 19       | 3              |
| Stati Uniti | Coco Gauff             | Stati Uniti | Caty McNally       | 23       | 4              |
| Croazia     | Darija Jurak Schreiber | Slovenia    | Andreja Klepač     | 29       | 5              |
| Canada      | Gabriela Dabrowski     | Messico     | Giuliana Olmos     | 31       | 6              |
| Stati Uniti | Desirae Krawczyk       | Paesi Bassi | Demi Schuurs       | 37       | 7              |
| Stati Uniti | Asia Muhammad          | Giappone    | Ena Shibahara      | 40       | 8              |

- Ranking al 14 febbraio 2022.

### Altre partecipanti
Le seguenti coppie di giocatrici hanno ricevuto una wild card per il tabellone principale:
- Dajana Jastrems'ka /  Ivanna Jastrems'ka
- Lauren Davis /  Christina McHale
- Sofia Kenin /  Alison Riske

### Ritiri
Prima del torneo
- Alexa Guarachi /  Nicole Melichar-Martinez → sostituite da  Alexa Guarachi /  Sabrina Santamaria
- Magda Linette /  Bernarda Pera → sostituite da  Chan Hao-ching /  Magda Linette

## Punti
| Torneo              | V    | F   | SF  | QF  | 4T  | 3T | 2T   | 1T   | Q    | Q2   | Q1   |
| Singolare maschile  | 1000 | 600 | 360 | 180 | 90  | 45 | 25*  | 10   | 16   | 8    | 0    |
| Doppio maschile     | 1000 | 600 | 360 | 180 | 90  | 0  | N.D. | N.D. | N.D. | N.D. | N.D. |
| Singolare femminile | 1000 | 650 | 390 | 215 | 120 | 65 | 35*  | 10   | 30   | 20   | 2    |
| Doppio femminile    | 1000 | 650 | 390 | 215 | 120 | 10 | N.D. | N.D. | N.D. | N.D. | N.D. |

* I giocatori con un bye ricevono i punti del primo turno.

## Montepremi
| Torneo              | V          | F        | SF       | QF       | 4T      | 3T      | 2T      | 1T      | Q2     | Q1     |
| Singolare maschile  | $1,231,245 | $646,110 | $343,985 | $179,940 | $94,575 | $54,400 | $30,130 | $18,200 | $9,205 | $5,025 |
| Singolare femminile | $1,231,245 | $646,110 | $343,985 | $179,940 | $94,575 | $54,400 | $30,130 | $18,200 | $9,205 | $5,025 |
| Doppio maschile     | $426,010   | $225,980 | $120,520 | $61,100  | $32,630 | $17,580 | N.D.    | N.D.    | N.D.   | N.D.   |
| Doppio femminile    | $426,010   | $225,980 | $120,520 | $61,100  | $32,630 | $17,580 | N.D.    | N.D.    | N.D.   | N.D.   |

## Campioni

### Singolare maschile
Taylor Fritz ha sconfitto in finale  Rafael Nadal con il punteggio di 6-3, 7-6(5).
- È il secondo titolo in carriera per Fritz, il suo primo titolo Masters 1000.

### Singolare femminile
Iga Świątek ha sconfitto in finale  Maria Sakkarī con il punteggio di 6-4, 6-1.
- È il secondo titolo stagionale per la Świątek, il quinto della carriera.

### Doppio maschile
John Isner /  Jack Sock hanno sconfitto in finale  Santiago González /  Édouard Roger-Vasselin con il punteggio di 7-6(4), 6-3.

### Doppio femminile
Xu Yifan /  Yang Zhaoxuan hanno sconfitto in finale  Asia Muhammad /  Ena Shibahara con il punteggio di 7-5, 7-6(4).